# Cruz de Ferro

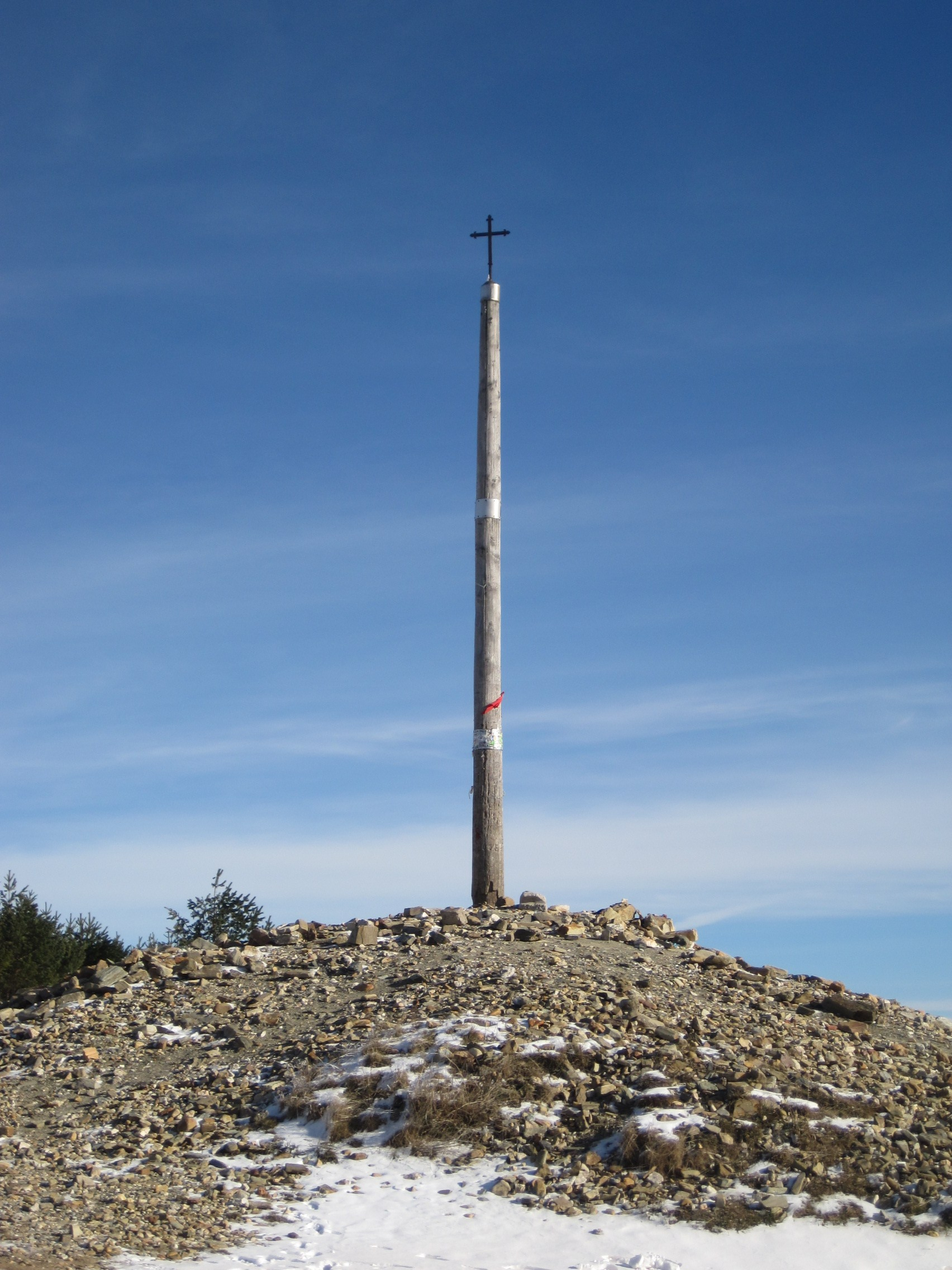
Cruz de Ferro, dans les Monts de León.

La Cruz de Ferro (en espagnol : Cruz de Hierro, en léonais Cruz de Fierro) est un calvaire monumental implanté sur le Camino francés du Pèlerinage de Saint-Jacques-de-Compostelle, dans les Monts de León.

## Localisation
Elle est située à 1 504 m d'altitude, au col de Foncebadón près du carrefour entre la route LE-142 et le chemin qui mène à Prada de la Sierra. Elle se  trouve donc sur le Camino francés, entre les localités de Foncebadón et de Manjarín, appartenant toutes deux au municipio de Santa Colomba de Somoza, dans la province de León, communauté autonome de Castille-et-León, au nord-ouest de l'Espagne.

## Caractéristiques

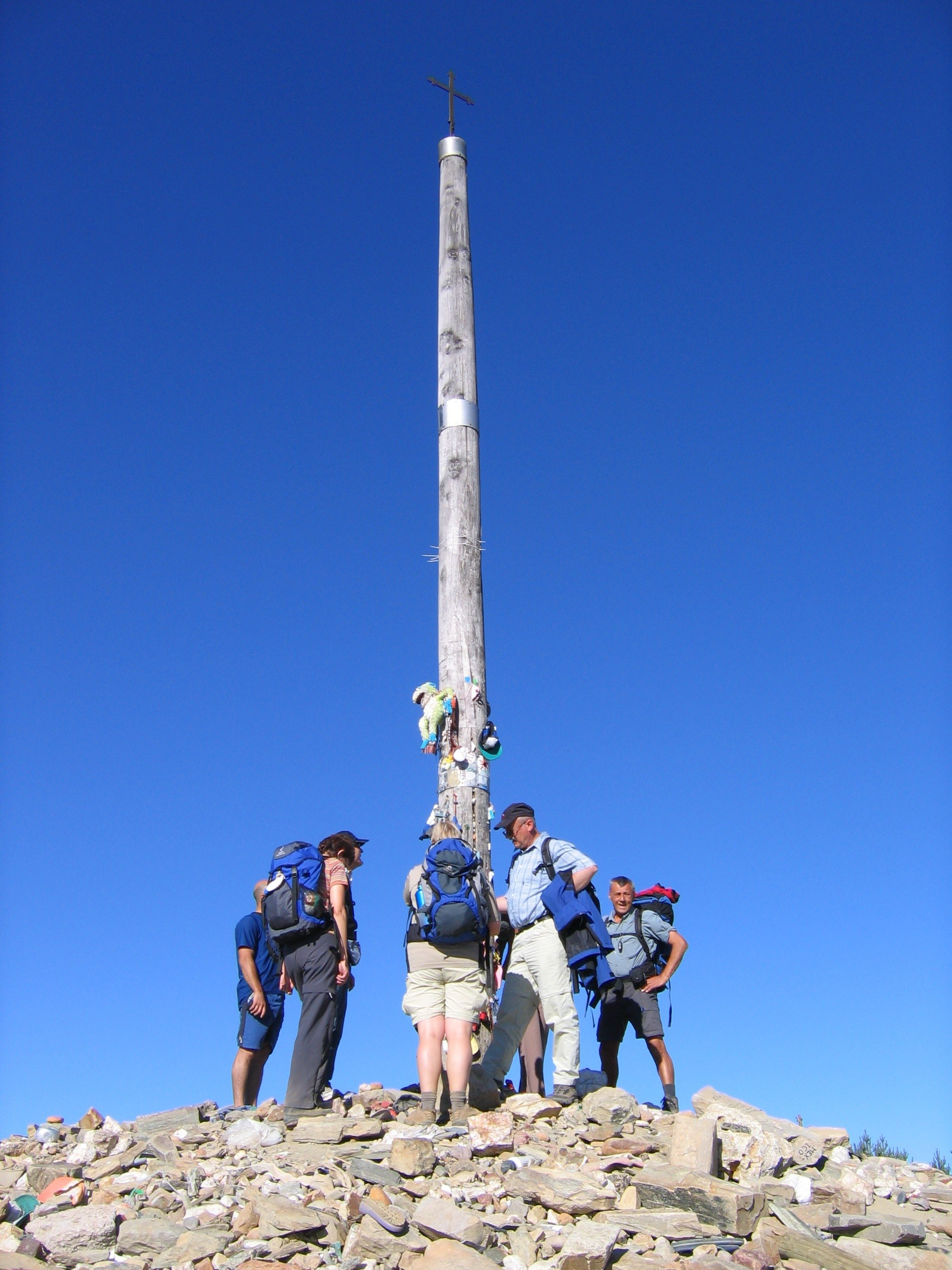
Un groupe de pèlerins près de la Cruz de Ferro.

La Cruz de Ferro est constituée d'un poteau de bois de cinq mètres de haut environ, couronné par une croix monumentale en fer, réplique de la croix originale conservée au Palais épiscopal d'Astorga
Dans les années 2000, le monument a subi de nombreuses dégradations ; la croix a même été dérobée. À sa base, avec les années, s'est formé un monticule de terre et de cailloux. En effet, selon une coutume pleine de sens, les pèlerins et pèlerines y déposent la pierre qu'ils ont placée dans leur sac et qui représente le poids de leurs péchés.

## Histoire et tradition

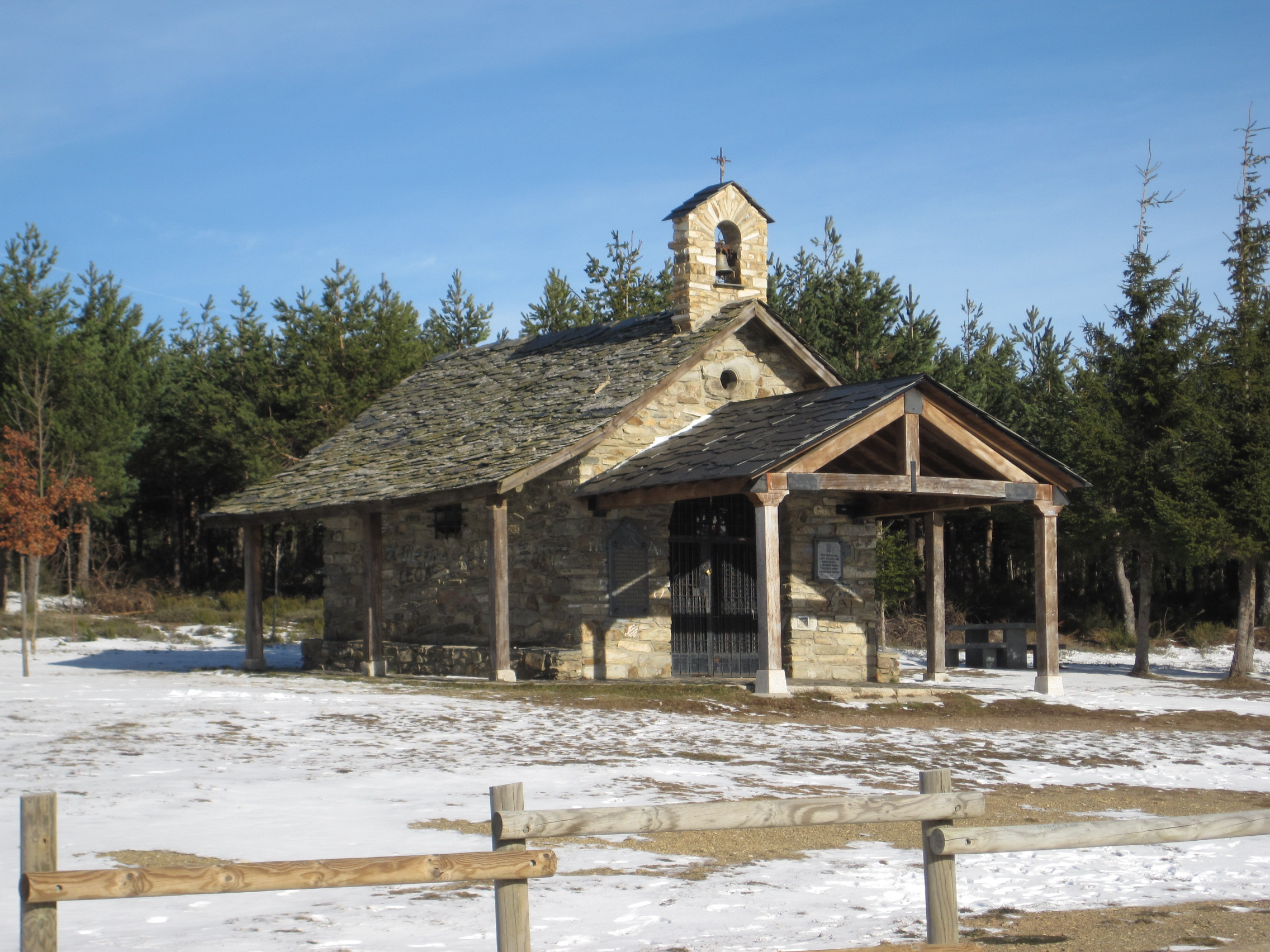
Ermitage de Santiago, à côté de la Cruz de Ferro.

Plusieurs hypothèses circulent quant à l'origine de la Cruz de Ferro.
- Elle aurait été érigée dans le but de mieux signaler le chemin lorsque les fréquentes chutes de neige le cachent à la vue.
- Elle pourrait être un signal servant à délimiter la limite de deux circonscriptions territoriales.
- Elle pourrait être la récupération chrétienne d'un haut lieu stratégique [Quoi ?] celte[4].

En 1982, une chapelle dédiée à l'apôtre Jacques fut érigée à côté du calvaire. Depuis quelques années, le Centro Gallego de Ponferrada y célèbre le 25 juillet une cérémonie.

## Sources et références
- (es) Cet article est partiellement ou en totalité issu de l’article de Wikipédia en espagnol intitulé « Cruz de Hierro (León) » (voir la liste des auteurs).

1. ↑  (es) www.diariodeleon.es ¿De fierru?
2. ↑  (es) www.lasedades.es
3. ↑  (es) biblioteca2.uclm.es « La Cruz de Hierro. Posibles orígenes de este tipo de cruces. » Actas del I Congreso Internacional de Caminería Hispánica. Tomo I, pp. 471-476.
4. ↑  (es) www.funjdiaz.net Algunas notas sobre la "Cruz de Ferro" de Foncebadón (León).
5. ↑  (es) www.diariodeleon.es El Centro Galicia entrega mañana el Romero de Oro al alcalde de Ponferrada.